# Secret Sunshine
Das südkoreanische Filmdrama Secret Sunshine wurde von Lee Chang-dong geschrieben und inszeniert. Uraufgeführt wurde es 2007 bei den Filmfestspielen in Cannes, wo Jeon Do-yeon, die die Hauptrolle spielte, von der Jury zur besten Darstellerin gekürt wurde. In einer Nebenrolle ist der in Südkorea als Star geltende Song Kang-ho zu sehen. Die Schauspieler waren bei der Interpretation ihrer Rollen weitgehend auf sich selbst gestellt, da Lee ihnen abschließende Erläuterungen zu ihren Figuren verweigerte. Die Erzählung weist überraschende Wendungen auf und wechselt in ihrem Verlauf mehrfach das Genre. Auf einen markanten visuellen Stil hat der Regisseur verzichtet. Der Film übt Kritik an der christlichen Missionierung und Kirchenpraxis in Südkorea und stellt die Frage nach der Beziehung des Menschen zu Gott.

## Hintergrund der Beteiligten
Regisseur Lee Chang-dong war Lehrer und betätigte sich als Romanautor, ehe er zwischen 1997 und 2002 drei Spielfilme drehte. Auf internationalen Filmfestspielen erlangte er Bekanntheit durch Auszeichnungen in Venedig, Vancouver und Karlsbad, blieb aber im Schatten stilistisch einprägsamerer Landsleute wie Park Chan-wook und Kim Ki-duk. Den Mangel an Stil machte er durch eine gewitzte Motivik wett. In seiner Heimat zählt er zu den wichtigsten Filmregisseuren, genießt Ansehen als Intellektueller, obwohl sein Werk bisweilen als steif und akademisch eingestuft wird. Secret Sunshine ist sein vierter Spielfilm. Er entstand nach fünfjähriger Pause, nachdem Lee 2003–2004 Südkoreas Minister für Kultur und Tourismus war. Er fand, es gebe im südkoreanischen Kino zu viele kommerzielle Filme. Neben der Unterhaltung sei es ebenso sehr die Aufgabe eines Künstlers, Schmerz und Verzweiflung darzustellen. Hauptdarstellerin Jeon Do-yeon hatte den Ruf einer sehr wandelbaren Schauspielerin, die in unterschiedlichsten Rollen ein breites Spektrum an Gefühlen auszudrücken vermag. Sie war in ihrer Heimat bereits beliebt und mehrfach ausgezeichnet, aber im Ausland kaum bekannt. Nebendarsteller Song Kang-ho ist insbesondere seit dem Kassenschlager The Host (2006) ein großer Stern des südkoreanischen Unterhaltungsfilms.

## Handlung
Die alleinerziehende Shin-ae zieht mit ihrem kleinen Sohn von Seoul ins südkoreanische Städtchen Miryang. Es ist der Heimatort ihres Mannes, der bei einem Unfall ums Leben gekommen ist. Sie will ein neues Leben beginnen und mietet ein Lokal, in dem sie Klavierunterricht gibt. Schon bei der Ankunft ist ihr der Automechaniker Jong über den Weg gelaufen, ein wichtigtuerischer Tollpatsch, der ihr nun ständig nachläuft. Die Apothekerin überreicht ihr in missionarischer Absicht eine Bibel. Bei Mahlzeiten mit Anwohnern erzählt Shin-ae, dass sie in Landkäufe investieren will. Als sie nach Hause zurückkehrt, ist ihr Sohn verschwunden, und ein Erpresser ruft an.

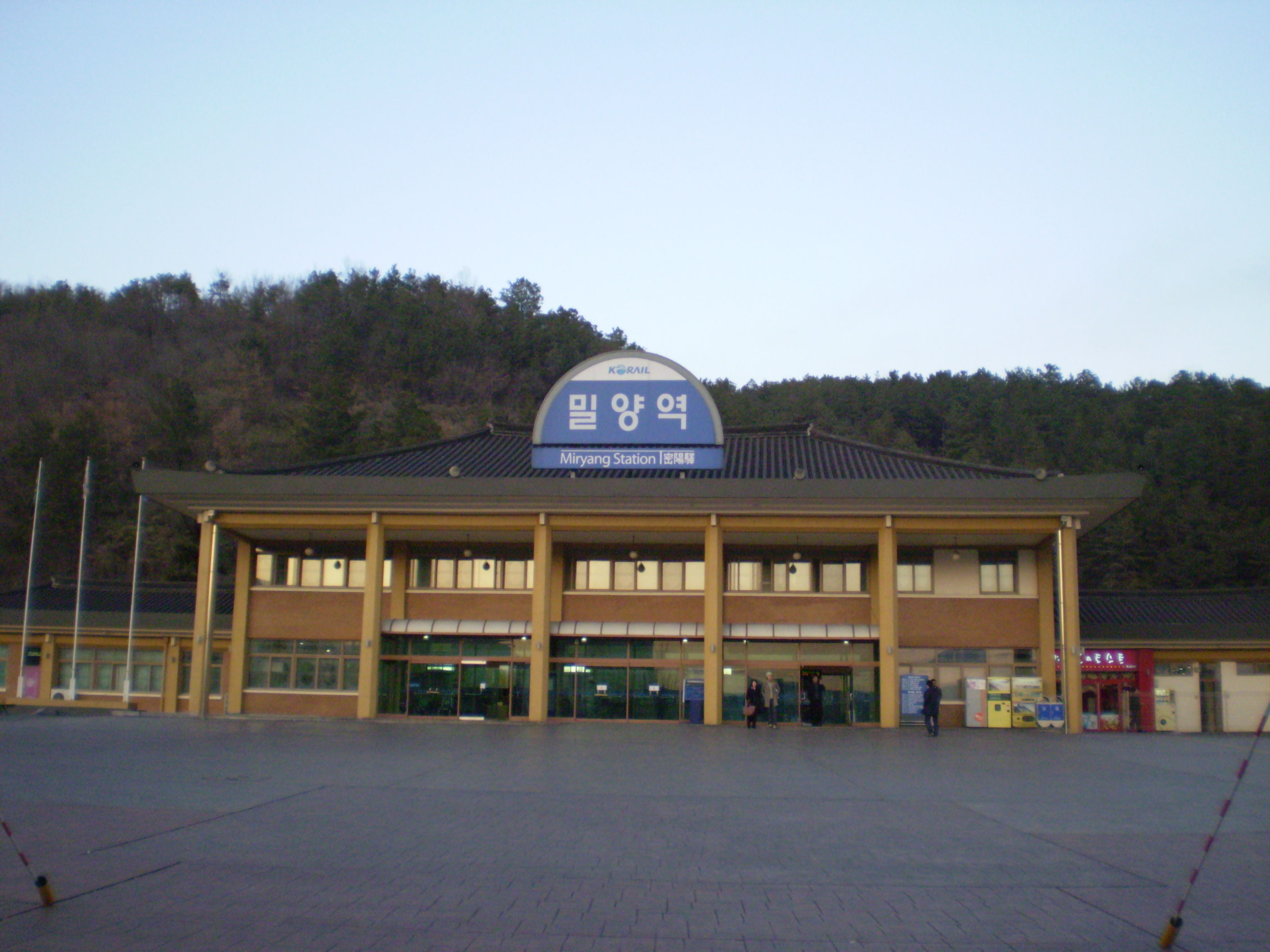
Mehrere Filmszenen spielen sich auf dem Platz vor dem Bahnhof in Miryang ab.

Sie hebt ihr weniges Geld ab – mit den Investitionen hat sie bloß angegeben – und deponiert es an der bezeichneten Stelle. Doch der Sohn kehrt nicht zurück, einige Tage später findet man seine Leiche am Flussufer. Sie ist verzweifelt, zumal ihr die aus Seoul angereiste Familie Vorwürfe macht. Bald wird der Mörder, ein örtlicher Lehrer, festgenommen und überführt. Die Apothekerin empfiehlt Shin-ae, einen Gottesdienst zu besuchen. Bei der evangelikalen, sektiererischen Glaubensgemeinschaft findet sie Halt und nimmt den christlichen Glauben an. Auch Jong nimmt an den christlichen Treffen teil, um in Shin-aes Nähe zu sein. Er begleitet sie auch, als sie dem Mörder im Gefängnis einen Besuch abstattet, um ihm mitzuteilen, dass sie ihm aus ihrer christlichen Überzeugung heraus vergeben wolle. Dieser bekennt ihr selbstzufrieden, er sei in der Haft ebenfalls zum Christentum übergetreten und Gott habe ihm verziehen. Die entsetzte Shin-ae ist in der folgenden Zeit erneut mit ihrer Trauer konfrontiert und ringt um ihren Glauben. Erst stört, dann meidet sie die Gottesdienste. Beim nächsten evangelikalen Aufmarsch legt sie in der Tonanlage der Veranstaltung eine CD ein, die den Prediger übertönt. Der Popsong hat den Text: „Lügen! Lügen! Lügen!“ Jongs Versuche, sie auszuführen, schlagen fehl. Stattdessen verführt sie den Ehemann der Apothekerin zum Sex unter freiem Himmel – Gott soll ihn sehen können; doch seine Potenz versagt. Nach einem misslungenen Suizidversuch holt Jong sie vom Krankenhaus ab. Da sie mit ihrer Frisur unzufrieden ist, bringt er sie in einen Frisörsalon. Als sie von der Tochter des Mörders bedient wird, läuft sie davon. Schließlich schneidet sie sich im Hinterhof ihrer Wohnung selbst die Haare.

## Anerkennung und Auszeichnungen
An den Filmfestspielen von Cannes, wo der Film 2007 Wettbewerbsbeitrag war, feierte Secret Sunshine seine offizielle Uraufführung. Für ihre Leistung erhielt Jeon Do-yeon den Preis für die beste Darstellerin. Die meisten südkoreanischen Zeitungen besprachen den Film sehr positiv. Knapp zwei Wochen nach dem Kinostart am 24. April 2007 hatte der Film dort etwa eine Million Eintritte verbucht. Staatspräsident Roh Moo-hyun nannte den Film „Nahrung, um über das Leben nachzudenken.“ Im Oktober 2007 befand sich das Werk im Programm der Filmfestspiele von Pusan. Bei der Vergabe der Asia-Pacific Screen Awards gab es Preise für den besten Spielfilm und die beste Darstellerin. Am 6. Korea Film Festival in Seoul erhielten der Regisseur, die Hauptdarstellerin und der Nebendarsteller jeweils einen Preis zugesprochen. Im März 2008 wurde Secret Sunshine mit je einem Asian Film Award in den Kategorien Bester Film, Bester Regisseur und Beste Darstellerin ausgezeichnet. Weitere Auszeichnungen für Jeon Do-yeon waren der Sonderpreis beim südkoreanischen Daejong-Filmpreis, der Preis für die beste Schauspielerin vonseiten des südkoreanischen Filmkritikerverbandes, der vom südkoreanischen Kulturministerium verliehene Okgwan-Orden für kulturelle Verdienste sowie der südkoreanische Filmpreis, der Blaue Drachen. Der südkoreanische Filmrat bestimmte Secret Sunshine zum offiziellen Kandidaten des Landes für die Nominierungsliste für den Oscar in der Kategorie Bester fremdsprachiger Film. Das zuständige Komitee nahm ihn jedoch nicht in die engere Auswahl.
Beim 22. Filmfestival Freiburg in der Schweiz im März 2008, wo ihm eine Werkschau gewidmet war, erschien Lee zur Eröffnung. In Deutschland nahm Rapid Eye Movies den Film in den Verleih und brachte ihn, knapp zwei Jahre nach seiner Premiere in Cannes, am 16. April 2009 in die Kinos.

## Bewertungen der deutschen Kritik
Der FAZ-Kritiker Rüdiger Suchsland meinte, oberflächlich gesehen möge Lee Chang-dong eine ernste Geschichte erzählen, es sei „dies doch zugleich ein sehr komischer Film, geprägt von warmherzigem Humor und einem lebensklugen, mitunter auch offen sarkastischen, aber nie zynischen Blick auf die Schwächen der Menschen.“ Er sah einen „Film, den man, je nach Perspektive, sehr verschieden verstehen kann, was auch daran liegt, dass er seine Tonlage mehrfach und mitunter sehr abrupt verändert: als realistisches bescheidenes Provinzporträt, als Gesellschaftskomödie, als Horrorfilm, als Religionssatire, vor allem aber als Melodram. Dabei ist der Film keineswegs unentschieden oder zögernd (…)“ und lasse den Zuschauer eine „mitreißende emotionale Achterbahnfahrt“ erleben. Birgit Glombitza von der taz vermerkte zum Erzählrhythmus: „Das Grausamste an 'Secret Sunshine' ist vielleicht die unerbittliche Logik, mit der der Film den Verlauf dieses von allem verlassenen Lebens abspult. Von den furchtbaren Verlusten, über verzweifelte Bewältigungsstrategien bis zum freien Fall. Es wird ohne Stottern, ohne künstliche Beschleunigungen oder Verzögerungen durcherzählt.“ Das Werk sei eine „faszinierende, aber auch verstörende Geschichte über gesellschaftlich wie religiös verordnete Demut und zwanghafte Harmonie. Sie erzählt von einem Assimilationsprozess, der so schmerzlich und selbstzerstörerisch verläuft, dass dabei alles herauskommt – nur nicht soziale Idylle und innerer Frieden.“
In der Filmzeitschrift des Evangelischen Pressedienstes, epd Film, fand Heike Kühn, der Film sei „mit zwei Stunden und zwanzig Minuten Zumutung und Herausforderung zugleich.“ Skeptisch beschrieb sie die vielen Genrewechsel. Jedoch sei Jeon Do-yeon „für die Rückhaltlosigkeit zu bewundern, mit der sie sich auf jeden nur denkbaren Gemütszustand wirft.“ „Von den Mitgliedern einer sektenähnlichen christlichen Gemeinde wird sie rascher »gefunden« als gut für sie ist. Betäubt vor Schmerz, lässt sich Shin-ae auf schicksalsergebene Gebetszirkel und die Ekstase der Verantwortungslosigkeit ein. Gott, wird ihr eingetrichtert, habe seine Gründe, auch der Tod ihres Sohnes gehöre in den himmlischen Masterplan.“ Sie werde abhängig von „frommen Umarmungen und oberflächlichen Konfliktvermeidungsstrategien“ und entwickle eine leichtgläubige „Fast-Food-Heiligkeit“. In seiner „ungerührten Psycho- und Gesellschaftsanalyse“ beleuchte Lee wie einige andere asiatische Regisseure kritisch den Fanatismus und den unheimlichen Erfolg des Christentums in Asien, „zumal es sich bei den sektiererischen Anwerbern offenbar um Seelenfänger handelt.“
Josef Lederle vom katholischen Filmdienst lobte nicht nur die „außergewöhnliche Hauptdarstellerin“. Er nannte das Werk „ein stilles Juwel, das in vielen Nuancen funkelt, je nachdem, welche Facetten man gerade betrachtet“, und „das eine geduldige Wahrnehmung verlangt, um seine fein gewobenen Bild- und Erzählfäden aufzunehmen.“ Die Erzählung sei „ein bescheidenes, dezidiert religionskritisches, aber lebensbejahendes Credo. Der an unprätentiösen, aber nachhaltigen Bildfindungen reiche Film distanziert sich explizit vom christlichen Theismus, zumindest in seiner evangelikalen Form, dessen trunkenen Frömmigkeitsfloskeln lustvoll ad absurdum geführt werden, deutet aber an, dass Zeit, Humor und Mitmenschlichkeit auch über schwere Katastrophen hinweghelfen können. (…) Die bleibende Rätselhaftigkeit von Shin-aes Reaktionen, die weder psychologisch noch dramaturgisch ausbuchstabiert werden, sichern dem souverän erzählten Film den Rang eines kleinen Meisterwerks.“ Diesen Aspekt machte Leni Höllerer von der Berliner Morgenpost dem Film zum Vorwurf. Er behalte stets eine große Distanz zu seiner Heldin, so dass man als Zuschauer zu den Gründen ihrer allzu plötzlichen Bekehrung keine emotionalen Zugang finde. Ihr Leidensweg sei quälend zäh, und „keine Erlösung, ja nicht einmal eine heilsame Katharsis vergönnt ihr dieser Film.“ Leid und Trauer fänden kein Ende.

## Inszenierung

### Schauspielerführung

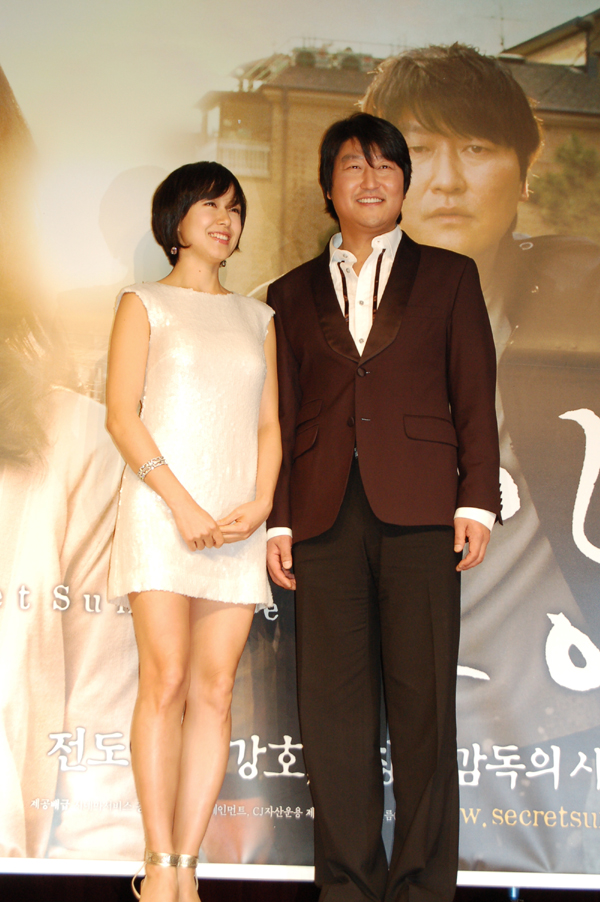
Die Hauptdarsteller Jeon Do-yeon (li.) und Song Kang-ho

Bei der Besetzung der Hauptrolle fiel die Wahl von Regisseur Lee Chang-dong auf Jeon Do-yeon, weil sie in früheren Filmen bewiesen habe, dass sie eine weite Spanne an Gefühlen ausdrücken könne. Sie nahm wegen des Rufs, den er hatte, sein Rollenangebot an, noch ohne das Drehbuch gelesen zu haben. Nach der Lektüre kamen ihr aber ernsthafte Zweifel, ob man diese Art von Gefühlen erfahren kann, und ob sie fähig wäre, sie dem Publikum zu vermitteln. Die Aufnahmen bezeichnete sie als schwierig, weil sie weder die von ihr gespielte Persönlichkeit noch die Lage, in der sich diese befand, je ganz begriffen hatte. Der Regisseur habe auf ihre Fragen keine redlichen Antworten geboten. Es gehörte zu Lees Arbeitsmethode, den Darstellern kaum bestimmte Anweisungen zu geben und die Stimmungen und Gefühle der Szene nur sehr allgemein zu besprechen. Er verlangte von den Schauspielern keine auf ein Ziel gerichteten Aktionen, sondern Reaktionen; sie sollten ihre Rollenfiguren selber erspüren. „Mit Absicht habe ich ihr nicht geholfen. Ich vertraute auf sie. Die Antworten waren in ihr drin, und sie wird sie finden. (…) Ich gebe zu, dass das für die Schauspieler etwas mühsam ist. Sie fühlen sich manchmal verloren.“ Lee probte kaum mit den Schauspielern. Um es ihnen zu erleichtern, ihre Gefühle zu leben statt sie herzustellen, drehte er die Handlung chronologisch. Anderseits ließ er beim Drehen von denselben Szenen jeweils viele Aufnahmen machen und gestand ein, damit den Schauspielern viel abzufordern. Jeon Do-yeon erklärte nach Abschluss der Arbeiten, sie habe Lee gegrollt. Manchmal sei sie von sich selber enttäuscht gewesen, weil sie nicht in der Lage war die Empfindungen aufzubringen, die ihre Figur nach Drehbuch durchmachte. Im Rückblick glaube sie aber, an diesen Kämpfen als Schauspielerin gewachsen zu sein. Sie habe auch die Vorstellung überwunden, man müsse eine Figur vollständig verstanden haben, um sie gut zu spielen.

### Dramaturgie und Genrevielfalt
Als Ausgangspunkt für die Entwicklung des Drehbuchs nahm Lee Chang-dong eine Novelle von Lee Cheong-jun, deren Handlungsort Seoul ist, in der die Heldin Apothekerin ist und sich am Ende umbringt. Das in den Film übernommene Thema der Vergebung hat darin einen politischen Hintergrund, auf den die Novelle nicht direkt anspielt. Im Nachgang des Gwangju-Massakers 1980 bildete man eine parlamentarische Kommission, welche die Verantwortlichen ermitteln sollte. Einige Politiker drängten auf Versöhnung und damit auf Vergebung für die Täter, was in der Öffentlichkeit, in der die Opfer noch sehr präsent waren, heftige Debatten hervorrief. Weil die Novelle sehr einfach, abstrakt und ohne Einzelheiten war, musste Lee eine „ganze Welt“ erfinden. Er wollte, dass die Protagonistin ihren Kampf fortsetzt und strich ihren Tod. Die Erzählung sollte weder einen Anfang noch ein Ende habe, nur einen Abschnitt im Leben der Heldin zeigen.
Die zwei Hauptfiguren, Shin-ae und der Garagist Jong, stehen einander als eine tragische und eine eher komische Gestalt gegenüber. Der für seine teils brutalen Action-Rollen bekannte Song Kang-ho ist somit gegen die Erwartungen des südkoreanischen Publikums besetzt. Der Humor der Figur ist ambivalent; dem „traurige[n] Clown“ wirft einer seiner Bekannten an den Kopf: „Nach Drama siehst du nicht aus, eher nach Komödie!“ Der tollpatschige Jong spricht in unpassenden Augenblicken plump und direkt Wahrheiten aus, über die andere zurückhaltend hinwegschweigen. Nur eines schafft er nicht – eine offene Liebeserklärung an Shin-ae. Lee erachtete diese Figur als wichtig für das Gleichgewicht innerhalb des Films. Shin-ae ist auf der Suche, beispielsweise nach dem Sinn des Lebens, während Jong das Leben so hinnimmt, wie es ist. Sie starrt in die Ferne, in den Himmel, und knüpft keine Beziehungen zu den Menschen um sie herum; dabei sollte sie, so Lee, zur Erde schauen. Das Leben auf der Erde sei durch Jong verkörpert.
In der ersten halben Stunde, während der Shin-ae bei Miryangs Bewohnern aneckt und Jong eingeführt wird, ähnelt der Film einer Komödie. Nach 37 Minuten wird er mit der Entführung zum Thriller. Als man in der 52. Filmminute die Leiche des Jungen gefunden hat, steht die Möglichkeit einer im asiatischen, und gerade im südkoreanischen Kino häufigen Rachegeschichte im Raum. Doch schon drei Minuten später hat die Polizei den Täter überführt. Es folgt ein melodramatischer Teil, der sich vor allem mit dem Gefängnisbesuch in der 92. Minute in eine Farce auf die Religionsgemeinschaft wendet. Über die gesamte Filmlänge zieht sich die potenzielle Liebesgeschichte zwischen Shin-ae und Jong, die sich aber nie einstellt. Gombeaud (2007) bezeichnete den Handlungsverlauf als ein typisch südkoreanisches Melodrama, weil die weibliche Hauptfigur eine Menge Unglück über sich ergehen lassen muss. Mit dem Unterschied allerdings, dass die Heldinnen üblicherweise in sich selbst Kraft und Mut finden, während Shin-ae sich nicht wieder aufrichtet, an den schmerzlichen Erfahrungen nicht wächst; sie geschehen ihr einfach. Lee verwehrt ihr und dem Zuschauer eine Erlösung, einen göttlichen Eingriff; jeglicher Zufall ist aus der Erzählung verbannt.
Die Erzählung unterläuft ständig die Erwartungen des Zuschauers über den Fortgang der Handlung. Lees Stil ist zurückhaltend, ohne markante Handschrift. Die Bilder sind einfach und nüchtern, die Dialoge sparsam eingesetzt, und nur der Vor- und Abspann sind mit Musik unterlegt. Es ist ein „Kino der Andeutung und kleinen Gesten, das zum Hinsehen und Hinhören zwingt“. Dem Publikum diese Haltung abzufordern, war ausdrücklich Lees Absicht: „Meiner Meinung nach neigen die Zuschauer dazu, einen Film gemäß den Konventionen zu lesen, die im Kino ihrer Zeit vorherrschen, statt den Film als das zu betrachten, was er ist. Ich will gegen diesen Hang ankämpfen.“ Er wollte eine übermäßige Identifikation der Zuschauer mit den Protagonisten ebenso vermeiden, wie diese allzu objektiv zu beschreiben; er suchte die Mitte zwischen Subjektivität und Objektivität. Dazu gestaltete er beispielsweise Szenen, in denen die Kamera den Figuren nachfährt, dabei aber eine gewisse Distanz bewahrt. Im Kontrast zur nüchternen Inszenierung stehen die heftigen Gefühlsausbrüche, die den sie verursachenden Ereignissen jeweils verzögert folgen. So auch bei Shin-aes Besuch in der Haftanstalt, einer „ungeheuerlichen Szene“, bei welcher der Mörder ihre Botschaft in „obszöner Ruhe“ entgegennimmt. Daneben arbeitet Lee mit subtilen Vorahnungen auf den Tod des Sohnes, der seine Mutter gerne narrt, indem er sich in der Wohnung versteckt oder sich tot stellt.

## Themen

### Allgemeine Deutungen
Die Ortschaft Miryang, in der der Film spielt, liegt im Südosten Südkoreas. Weder die Novellenvorlage noch Lee hatten eine Beziehung zu diesem Ort. Als Shin-ae dort ankommt, stellt ihr Jong das Städtchen als von wirtschaftlicher Misere erfasst, mit rückläufiger Bevölkerung und politisch eher rechtsstehend vor. Der Name bedeutet „heimlicher Sonnenschein“, von den chinesischen Schriftzeichen mir für Geheimnis und yang für Sonnenbestrahlung. Der Regisseur wunderte sich, dass eine so gewöhnliche, beliebige Stadt einen poetischen und symbolischen Namen habe, und dieser Widerspruch gefiel ihm. Man dürfe den Filmtitel so deuten, dass Gottes Absichten geheim sind.
Die Lektüren des deutungsoffenen Films fielen unterschiedlich aus; einige erkannten darin Gesellschaftskritik. Lee habe, so Die Presse, die „Verdrängungsmechanismen und die Oberflächengeilheit seiner Landsleute“ in seinen Romanen und Filmen wiederholt aufgegriffen. Hinter der Fassade einer blühenden Volkswirtschaft blicke er „auf eine verunsicherte, frauenfeindliche und gewaltbereite Gesellschaft.“ Das südkoreanische Unterhaltungskino wie die Werbung, vermerkte Positif, preisen gerne die „Heimat“, die Rückkehr zum Geburtsort und zu verlorenen Werten. Diesem Mythos ziehe Lee den Stecker. Birgit Glombitza von der taz sah das Individuum im Mittelpunkt: „Das [süd]koreanische Kino mit seinem ins Magische gezerrten Realismus, seiner Radikalmetaphorik und seiner wunderbar ökonomischen Erzählweise ist im Moment vielleicht das spannendste der Welt. Hier gibt es keine großartige Psychologie, keine soziokulturelle Analyse und für seine Helden keine andere existenzielle Freiheit als die, die eigene Ohnmacht zu erkennen oder eben nicht.“ Der Heldin bleibe nichts als der Rückgriff auf eine emotionale Ehrlichkeit bar zivilisatorischer Regeln. „Shin-ae schreit, fletscht die Zähne, wütet, ballt die Fäuste. (…) Im Heulen, Toben und in der durch keinen Anstand gebremsten Wut findet die Heldin endlich sich selbst.“

### Religiöse Deutungen
Gemäß der Volkszählung von 2005 sind knapp 30 Prozent der Südkoreaner Christen, die meisten von ihnen gehören der protestantischen Richtung an. Nach Lees eigener Einschätzung sei der Film in Südkorea gut aufgenommen worden, die christliche Gemeinschaft eingeschlossen. Einige Pfarrer hätten ihn ihrer Kirchgemeinde empfohlen. Er habe sich bemüht, die christlichen Rituale nicht zu überzeichnen, die Gottesdienste seien sehr realistisch und beinahe dokumentarisch dargestellt. „Wenn das manchen unbehaglich ist oder wenn sie es ein bisschen lächerlich gemacht finden, geben sie damit möglicherweise zu, dass mit der christlichen Praxis in [Süd]korea etwas nicht stimmt.“ Sung-Deuk Oak, ein US-Wissenschaftler für koreanisches Christentum erläuterte, Christen missfalle am Film die Darstellung christlicher Botschaften und Aktivitäten auf eine vereinfachende, oberflächliche Weise.
Der Film kreist um menschliches Leiden. Lee, der selber ein Kind verloren hatte, lieferte einige Erläuterungen dazu. „Wir alle durchlaufen in unserem Dasein Augenblicke, in denen nichts von uns abhängt und kein Wille etwas ändern kann.“ Weil das Leiden mit menschlicher Logik nicht zu erklären sei, suche man notwendigerweise jenseits der menschlichen Ebene. Da könne die Religion als die einzige mögliche Antwort erscheinen. Shin-ae, an der Miryangs Bewohner „ein erst höfliches, dann hyänenhaftes Interesse“ haben, findet bei den Christen „allesumschließende[n] Trost“, der alles mit Gottes Willen erklärt. Lee brandmarke dabei Religion als Lüge, die eine Realitätsflucht ermögliche, übe Kritik an der „Heuchelei praktisch gelebter Religion“ und der angebotenen „Instant-Religiosität“. Dabei entwickelt die Protagonistin in ihrer Religiosität eine „Sanftmut und Großherzigkeit, die so unmenschlich und masochistisch sind“. Bald wird ihr Gottesglaube wie jener des biblischen Hiob auf eine harte Probe gestellt. Nach dem Besuch beim Mörder ruft sie aus: „Wie kann Gott wagen, ihm zu vergeben, bevor ich es getan habe?“ Sie ist damit der Möglichkeit einer eigenen bedeutungsvollen Vergebung beraubt worden. Lee wollte einen Bezug herstellen zwischen den vom Menschen erlittenen Heimsuchungen und Gottes Antwort darauf. „Das Problem dabei ist das Schweigen Gottes. Weil es diese Proben gibt, gehöre ich zu denen, die glauben, dass der Schmerz einen Sinn haben kann. Denkt man sich, dass er keinen Sinn hätte, scheint das Leben unerträglich.“
Ist die erste Einstellung des Films in Untersicht aufgenommen, ein Blick von Shin-aes Sohn in den Himmel, so ist die letzte eine Aufsicht. Zu sehen ist ein Winkel im Innenhof hinter Shin-aes Wohnung; zwischen Staub, Dreck und Pfützen liegen eine Kunststoffflasche und anderer Abfall. Ein Teil des Bildes ist sonnenbeschienen. Er habe das Ende offen gestaltet, sagte Lee in einem Gespräch, weil er den Gedanken nicht möge, dass Zuschauer den Film nach der Vorführung vergessen. Sie sollten über die aufgeworfenen Fragen nachdenken. In anderen Gesprächen führte er aus, die Schlusseinstellung solle darauf hinweisen, dass der Sinn des Lebens nahe bei uns, in unserem Leben liege, „nicht dort oben.“ Shin-ae neige dazu, den Sinn des Lebens anderswo, fernab des Lebens, zu suchen. Jedoch sollte man besser da suchen, wo man sich aufhalte.

### Glaubensfrage
In Pressegesprächen nach Erscheinen des Films wurde Lee Chang-dong oft nach seinem Glauben gefragt. Er wuchs in einer strikt konfuzianischen Familie auf und besuchte als Jugendlicher eine christliche Schule. „Die Bibel interessierte mich auf einer literarischen Ebene. Macht mich das zum Gläubigen?“ Während seiner Zeit als Kulturminister habe er mit Vertretern verschiedener Religionen über Fragen diskutieren müssen, die letztendlich ziemlich politisch waren. Diese Leute seien so stur gewesen, dass er dabei das Gefühl gehabt habe, zu einer Wand zu sprechen. Darum sei Secret Sunshine kein Film über Religion, sondern über Menschen. Einmal parierte er die Frage nach seinem Glauben mit dem Wittgenstein-Zitat „Wovon man nicht sprechen kann, darüber muss man schweigen“, das seine Haltung zum Glauben wiedergebe. Ein anderes Mal stellte er fest: „Ich kann immer sagen, dass Gott nicht existiert, aber das wird ihn nicht hindern, zu existieren.“ Bei einem weiteren Gespräch deutete er an, die gleichen Stadien erlebt zu haben wie Shin-ae.

### Gespräche
- Mit Lee Chang-dong in Positif, Oktober 2007, S. 19–22: Entretiens avec Lee Chang-dong. Trahir l'attente du spectateur
- Mit Jeon Do-yeon auf cnn.com, 9. Oktober 2007: Interview with Jeon Do-yeon

### Kritikenspiegel
Positiv
- Filmdienst Nr. 8/2009, S. 26, von Josef Lederle: Secret Sunshine
- Frankfurter Allgemeine Zeitung, 16. April 2009, S. 32, von Rüdiger Suchsland: Möglicherweise ist es Hiob
- General-Anzeiger (Bonn), 11. Juni 2009, S. 15, Kurzkritik von Norbert Raffelsiefen: Im Tal der Tränen
- Hamburger Abendblatt, 16. April 2009, S. 10, von Michael Ranze: Ein leuchtendes Juwel
- Die Presse, 20. April 2009, von Markus Keuschnigg: Ein bisschen Sonne in Miryang
- Der Tagesspiegel, 18. April 2009, S. 22, von Christina Tillmann: Leben ohne Gott
- taz, 16. April 2009, S. 15, von Birgit Glombitza: Verluste, Schuldgefühle, freier Fall

Eher positiv
- epd Film Nr. 4/2009, S. 43, von Heike Kühn: Secret Sunshine

Gemischt
- Cinema Nr. 5/2009, S. 62, Kurzkritik: Secret Sunshine[55]

Eher negativ
- Berliner Morgenpost, 16. April 2009, S 5, von Leni Höllerer: Keine Erlösung